# Huntington Ingalls Industries
Huntington Ingalls Industries – amerykańska korporacja stoczniowa należąca do koncernu Northrop Grumman powstała z połączenia Northrop Grumman Ship Systems  z Newport News Shipbuilding. Największa stocznia koncernu mieści się w Newport News w stanie Wirginia, przy ujściu rzeki James do zatoki Chesapeake i buduje jednostki pływające na potrzeby cywilne oraz marynarki wojennej Stanów Zjednoczonych.